# Торе (Кјети)
Торе је насеље у Италији у округу Кјети, региону Абруцо.
Према процени из 2011. у насељу је живело 525 становника. Насеље се налази на надморској висини од 203 м.